# Degressieve evenredigheid
Degressieve evenredigheid is een begrip dat vooral gebruikt wordt in de vertegenwoordiging van de bevolking in een parlement, bijvoorbeeld in het Europees Parlement. Met zo'n systeem wordt voorkomen dat een enkel land, door de grote bevolking, het geheel kan gaan domineren. Tevens wordt de invloed van kleinere landen hierdoor groter dan op basis van de omvang van de bevolking verwacht zou worden. 

## Europees Parlement

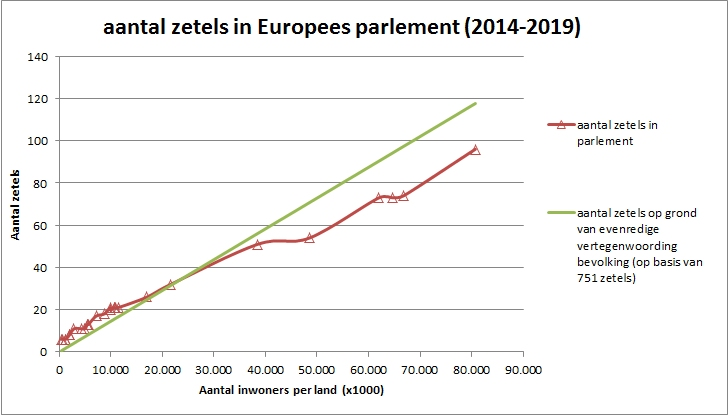

De burgers van de Europese Unie zijn volgens het Verdrag betreffende de Europese Unie degressief evenredig vertegenwoordigd in het Europees Parlement. Dat wil zeggen dat het aantal zetels dat een lidstaat krijgt niet recht evenredig is met de bevolkingsomvang van deze lidstaat: landen met meer inwoners krijgen wel meer zetels, maar minder zetels per inwoner. Een zetel in het Europees Parlement kan gezien worden als vertegenwoordiging van een aantal mensen in een lidstaat en door deze regeling staat elke zetel van een kleine lidstaat voor een kleiner aantal inwoners dan een zetel van een grote lidstaat.  
In het Europees Parlement geldt een minimum van zes zetels per lidstaat. Daarnaast krijgt geen enkele lidstaat meer dan zesennegentig zetels toegewezen in het parlement, dat maximaal 750 zetels telt. Op grond van overgangsregelingen is  de omvang van het parlement tijdelijk hoger. Dit systeem is geldig sinds 2009. In de jaren daarvoor bestond een andere verdeling; op grond van het Verdrag van Nice hadden de kleinste lidstaten ook 6 zetels, met uitzondering van Malta, dat op grond van de ca. 400.000 inwoners vijf zetels had in het Europees Parlement. De grote lidstaten konden toen nog meer dan 96 zetels hebben. Met name was dit het geval voor Duitsland, het land binnen de EU met het grootste aantal inwoners. 
Hoewel er wel aan gewerkt wordt, bestaat er nog geen vastgestelde formule voor het bepalen van het aantal zetels per lidstaat. Volgens de Europese Grondwet is de Europese Raad gemachtigd om op initiatief van en na goedkeuring door het Parlement een besluit te nemen over deze verdeling op basis van het beginsel van "degressieve evenredige vertegenwoordiging" met genoemde minimum en maximaal aantal zetels per lidstaat.
Op 28 juni 2014 nam de Europese Raad een besluit over de samenstelling van het Europees Parlement 2014-2019 in zetels per lidstaat. Het aantal zetels bedroeg in deze periode 751.

## Duitsland

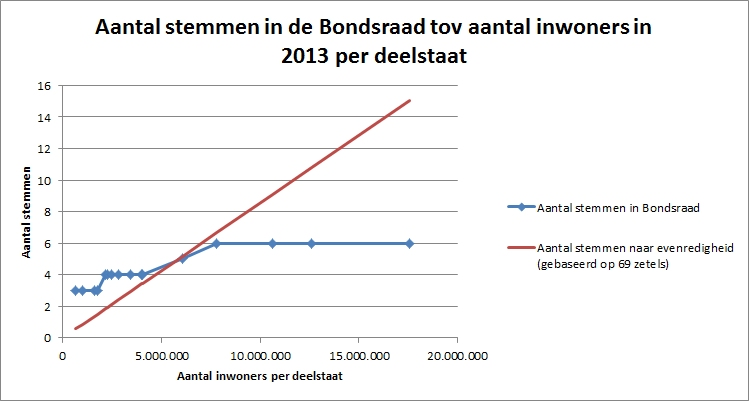
Aantal stemmen in de Bondsraad ten opzichte van het aantal inwoners per deelstaat (situatie in 2013)

In Duitsland wordt een vorm van degressieve evenredigheid gebruikt in de vertegenwoordiging van de zestien Duitse deelstaten in de Bondsraad, die in totaal 69 leden heeft. Een deelstaat heeft 3, 4, 5 of 6 stemmen in de Bondsraad afhankelijk van het aantal inwoners. Bremen, de kleinste deelstaat heeft ca. 660.000 inwoners en 3 zetels. Noordrijn-Westfalen met meer dan 17,5 miljoen inwoners heeft 6 zetels.  

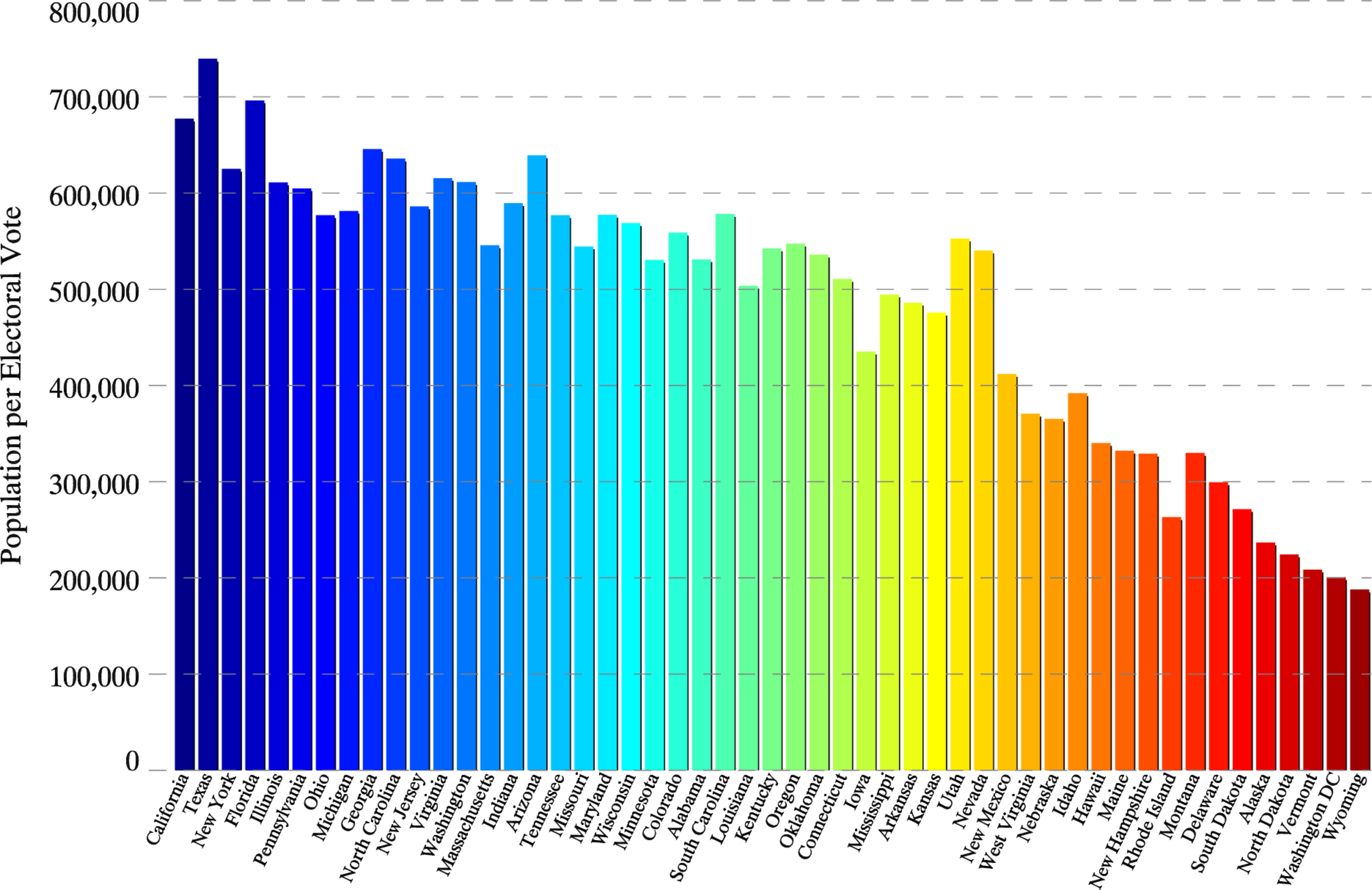
Het aantal inwoners per stem in de Amerikaanse presidentsverkiezingen is per staat verschillend

## Kiescollege (Verenigde Staten)
Het kiescollege in de Verenigde Staten kent een soortgelijk systeem. Ook hier kent het aantal kiesmannen voor een staat een minimum, dat drie bedraagt.  